# 明日は来るのか
『明日は来るのか』（あしたはくるのか）は、日本のバンドDOESの1枚目のシングルである。2006年9月6日発売。発売元はキューンレコード。

## 概要
- メジャーデビュー作にして初のシングル。
- バンドのシングルで一番曲数が多い。
- 『SINGLES』では本作のものは収録されておらず、表題曲のリテイクバージョンが収録されている[1]。

## 収録曲
1. 明日は来るのか (3:09)
テレビ東京系『JAPAN COUNTDOWN』エンディングテーマ
2. バイスクール (3:59) 
ベストアルバム『OTHERSIDE OF DOES』に収録。
3. フーテンガッタホリデイ (2:42)
上に同じ。
4. ウー・アー (3:31)
上に同じ。

全作詞・作曲：氏原ワタル　編曲：DOES